# ضفدع الورق المميز
ضفدع الورق المميز (بالإنجليزية: Phyllomedusa distincta)‏ نوع من الضفادع في عائلة الشرغوفيات، المستوطنة في البرازيل. موائله الطبيعية هي الغابات شبه الاستوائية أو المناطق المدارية الرطبة المنخفضة ومستنقعات المياه العذبة. إنه مهدد بخسارة موطنه.